# الکساندر نیکولایویچ بالاندین

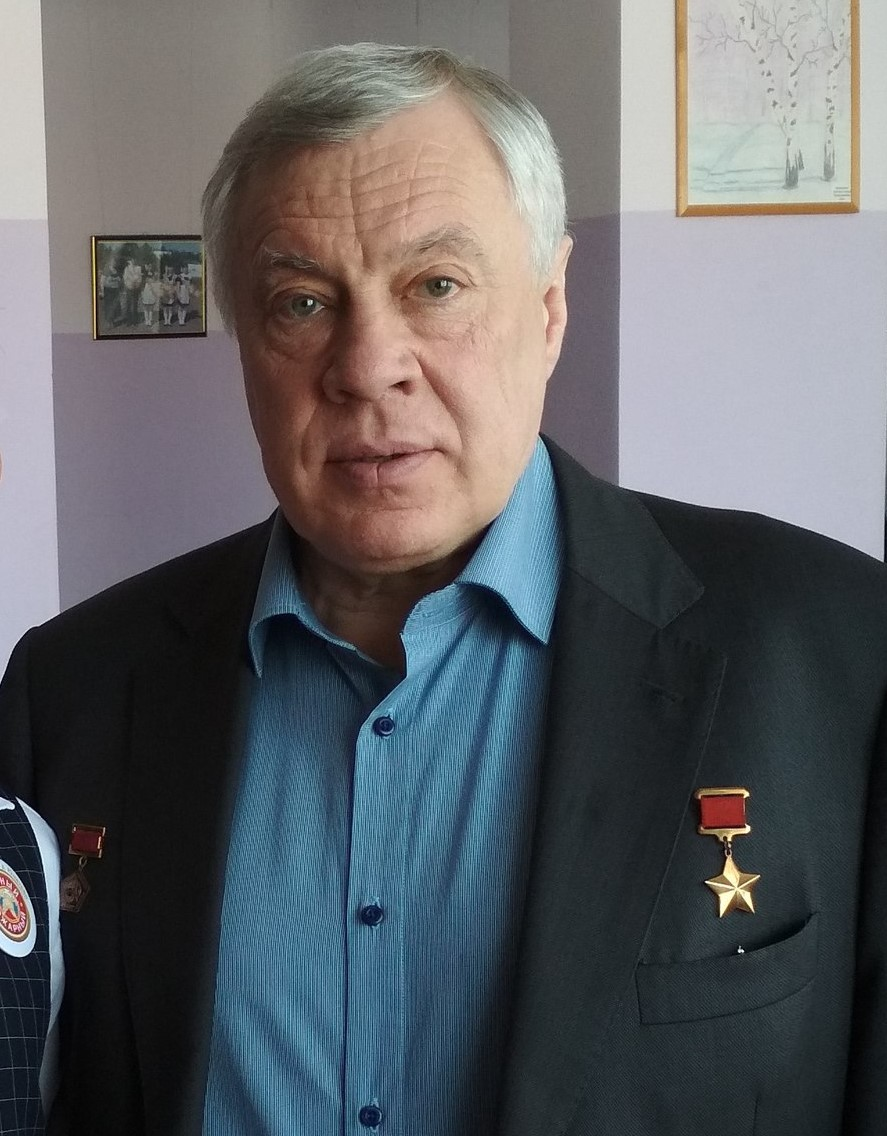
الکساندر نیکولایویچ بالاندین

الکساندر نیکولایویچ بالاندین (به انگلیسی: Aleksandr Nikolayevich Balandin) فضانورد اهل اتحاد شوروی است که در ۳۰ ژوئیهٔ ۱۹۵۳ در استان مسکو زاده شد. وی در مأموریت سایوز تی‌ام-۹ حضور داشته است.